# Разпрашване
Разпрашването (известно и като йонно или катодно разпрашване) (на английски: sputtering) е физически процес, при който твърдо тяло се обстрелва с енергетични йони и от него се избиват атоми, които преминават в газова фаза. Обстрелваният материал се нарича „мишена“, а процесът протича в условията на тлеещ разряд и при ниско налягане. Обстрелващите йони най-често са на благородни газове (предимно аргон), но могат да бъдат и други газове или газови смеси.
Разпрашването е в основата на една от технологиите за получаване на тънки слоеве от определен материал с висока чистота. Това се постига, като срещу мишената се поставя подложка за натрупване на желания слой, който повтаря напълно материала на мишената. На това се основава производството на покрития с голяма площ от проводящи, полупроводникови и диелектрични материали.

## Физически основи
При обстрелването (бомбардирането) на една повърхност с йони се наблюдават различни физически ефекти в зависимост от вида на използваните йони и тяхната кинетична енергия:
- Йоните кондензират върху прилежащата подложка и образуват върху нея един тънък слой.
- Отделя се материал под формата на отделни атоми от обстрелваната мишена (разпрашване на материала)
- Йоните се вграждат в материала на мишената и могат да се свържат в нея по химически път (йонна имплантация)

За да се получи процес на разпрашване, йоните трябва да имат определена минимална кинетична енергия. Бомбардиращият йон предава своята енергия на обстрелвания материал и подобно на билярдна топка предизвиква други удари. Част от атомите след тези удари, в случай че получават достатъчно енергия и се намират достатъчно близко до повърхността, напускат мишената.
Количеството атоми, които се отделят от мишената, зависи от кинетичната енергия и масата на йоните, както и от енергията на свързване на атомите по повърхността и тяхната маса. За да се избие един атом от мишената, йоните трябва да предадат енергия от порядъка на 30 – 50 eV. Над тази граница се увеличава количеството отделени атоми.
За да се получи новия разпрашен слой, близо до мишената се поставя една подложка, така че избитите атоми от мишената се натрупват върху нея. При това налягането в работната камера трябва да е толкова малко, че атомите на мишената да достигнат подложката, без да се сблъскват по пътя с частиците на работния газ. Това означава, че средният свободен пробег на газовите молекули трябва да е минимум равен на разстоянието между мишената и подложката за разпрашване. При едно разстояние от 300 мм това означава налягане от 2×10-4 Torr.

## Видове
Разпрашването е технологичен процес, който е сред най-важните при производството на високотехнологични уреди. Разработени са методи и процеси, които водят да получаването на различни специални свойства. Основните видове разпрашване са:
- Постояннотоково разпрашване
- Високочестотно разпрашване
- Йоннолъчево разпрашване
- Магнетронно разпрашване
- Реактивно разпрашване

## Приложение
Основно се използва за създаване на тънки слоеве, както и за почистване на повърхности от замърсяване в микроелектрониката. Прилага се като защитно антикорозионно покритие на специализирани детайли.